# Walliské Alpy

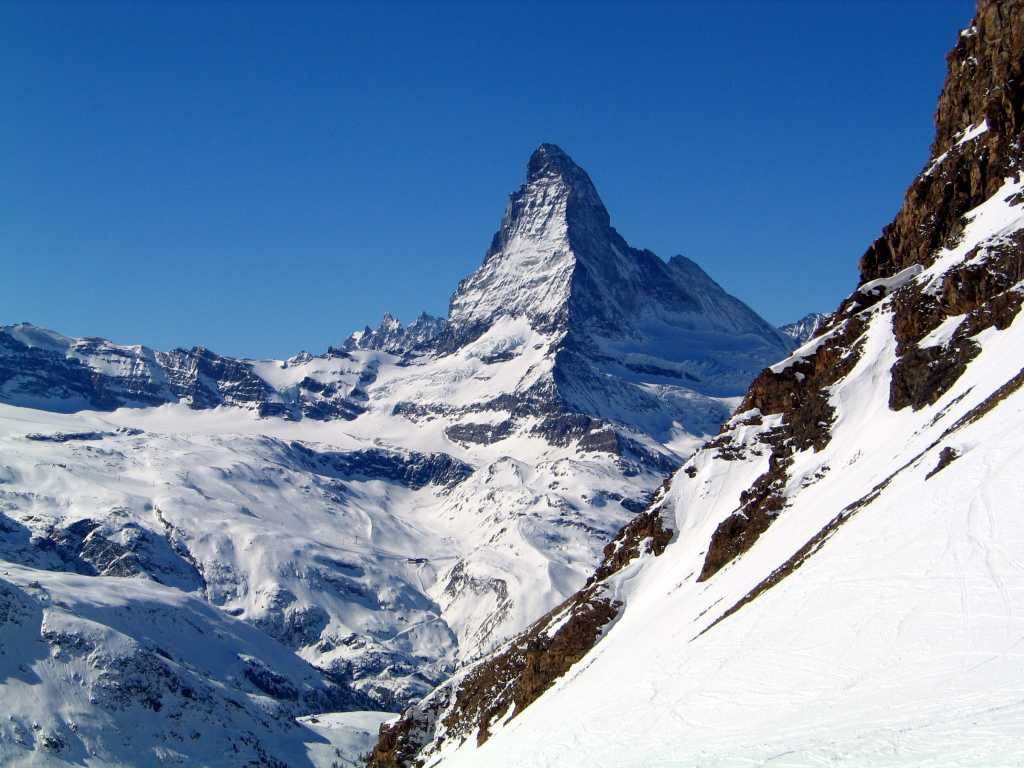
Matterhorn – 4478 m n. m.

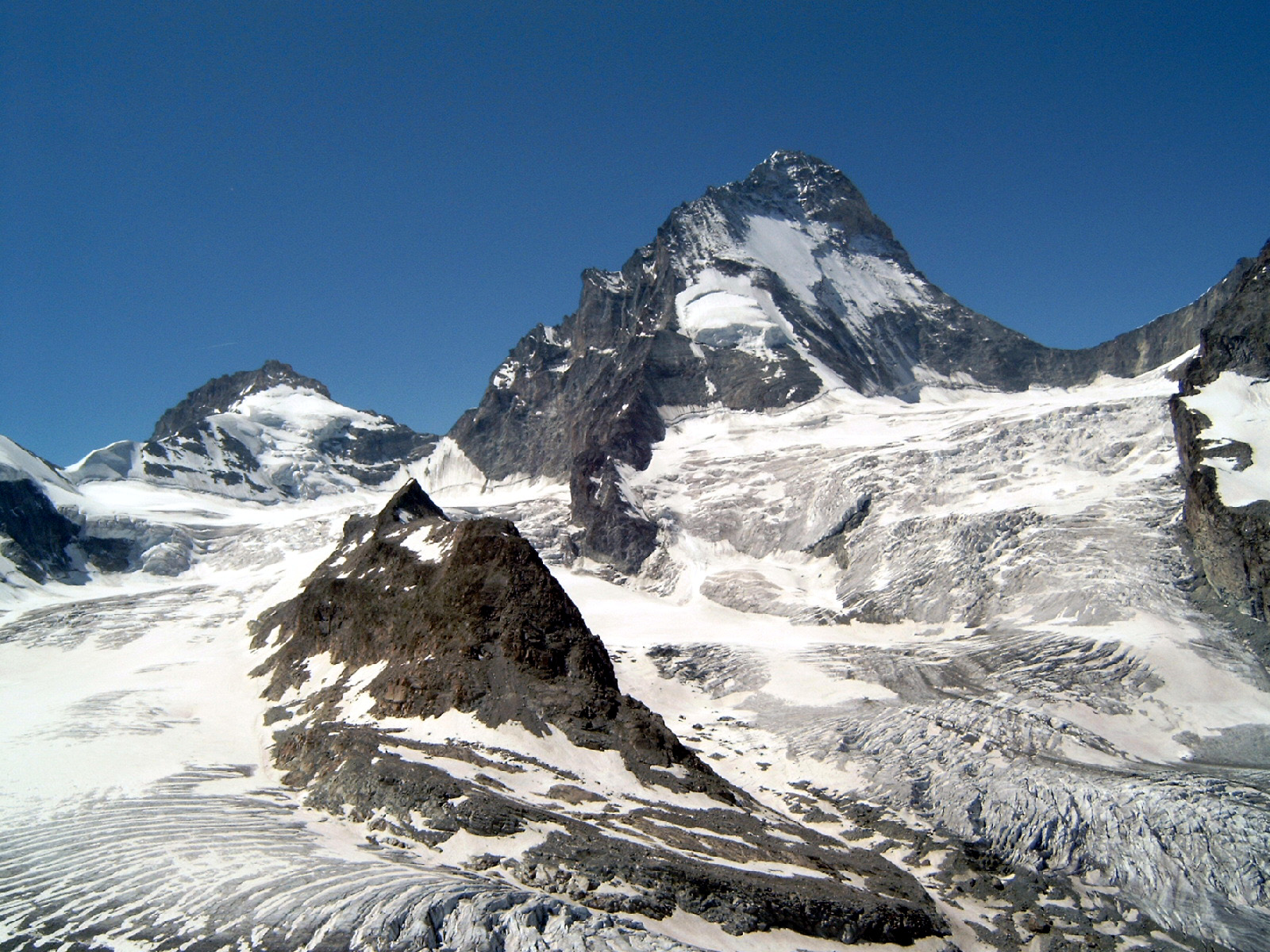
Dent Blanche – 4356 m n. m.

Walliské Alpy, také Penninské Alpy (francouzsky Alpes valaisannes, italsky Alpi Pennine, německy Walliser Alpen)
představují vedle skupiny Mont Blanc nejvýznamnější a také nejvíce vyhledávanou oblast Alp. Obrovské území tohoto gigantického valu vysokých štítů a mohutných ledovců je geograficky rozděleno mezi Švýcarsko a Itálii. Na území Walliských Alp se nachází více než 35 vrcholů vyšších 4000 metrů. Pohoří se tak svou průměrnou výškou zařazuje na první místo v Evropě.

## Poloha
Sever území je dán tokem řeky Rhôna, který odděluje Walliské Alpy od Bernských Alp. Jižní okraj je tvořen hlubokým údolím Valle d'Aosta. To tvoří hranici mezi Walliskými a Grajskými Alpami. Krátkou západní hranici s masivem Mont Blanc tvoří údolí Val Ferret. Na východě je od Lepontských Alp dělí řeka Toce (Val Antigorio, Val d'Ossola a Lago Maggiore).

## Geologie
Geologicky je pohoří tvořeno hned několika typy hornin – vulkanickými, sedimentárními a metamorfovanými. Typickým zástupcem je zelený serpentit a amfibolity. V masivu Monte Rosy však můžeme narazit na několik minerálů – arsenopyrit, argentifer a další.

## Rozdělení pohoří – horopis
Pohoří pro svou velkou rozlohu (8 300 km²) a mnohdy zcela odlišnou tvář dělíme na několik celků.
- skupina Golliat (Golliat – 3238 m)
- skupina Combin (Grand Combin – 4314 m)
- skupina Ruinette (La Ruinette – 3875 m)
- skupina Weisshorn (Weisshorn – 4506 m)
- skupina Matterhorn (Matterhorn – 4478 m)
- skupina Monte Rosa (Dufourspitze – 4634 m)
- skupina Lyskamm (Lyskamm – 4532 m)
- skupina Mischabel (Dom – 4545 m)
- skupina Weissmies (Weissmies – 4023 m)
- skupina Monte Leone (Monte Leone – 3553 m)
- skupina Blinnenhorn (Blinnenhorn – 3374 m)

## Zalednění

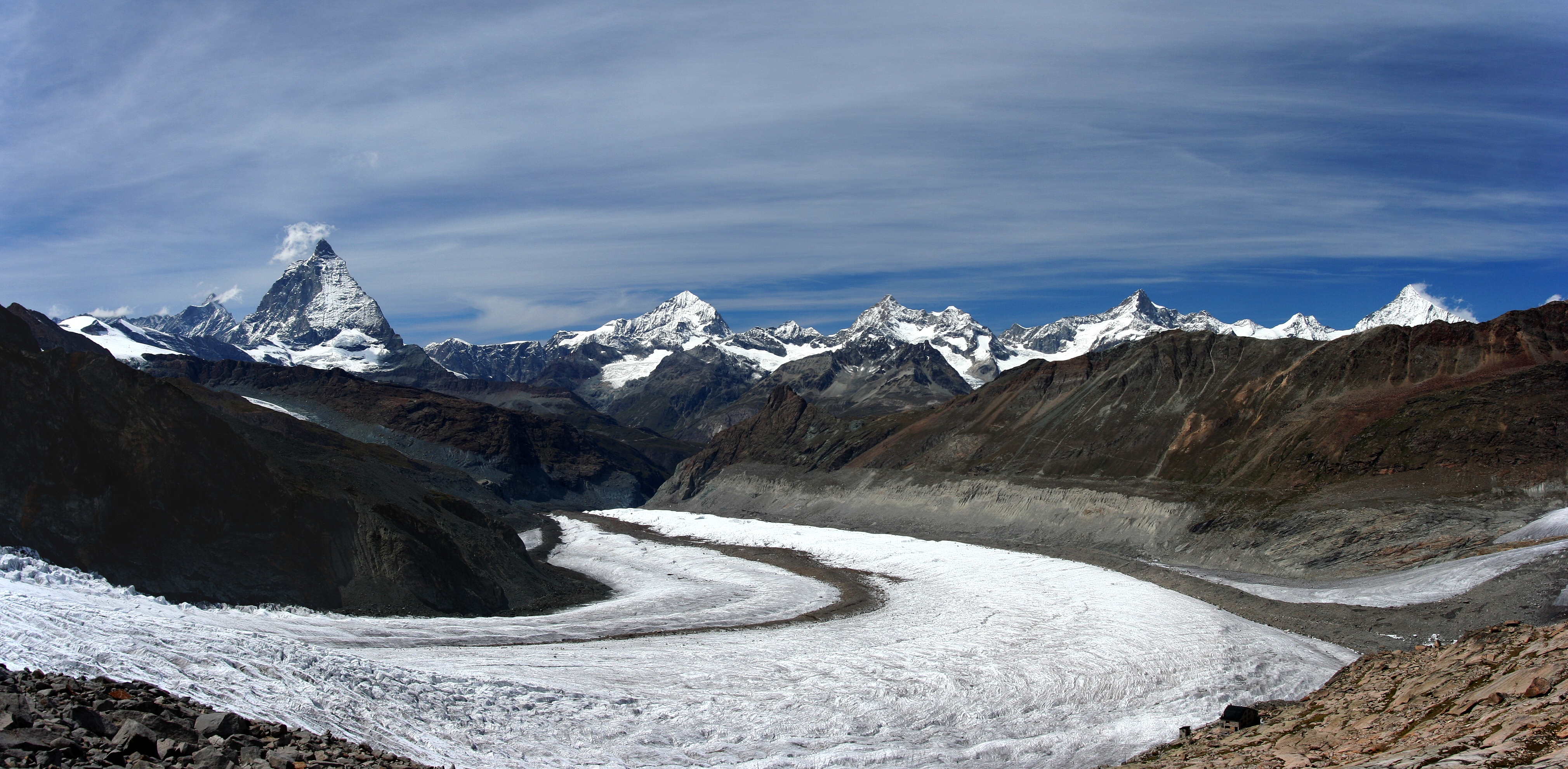
Ledovec Gornergletscher

Walliské Alpy jsou nejvíce zaledněným masivem Alp. Většina velkých ledovců je soustředěna na sever území (Švýcarsko). Největšími ledovci jsou Findelgletscher, Glacier Otemma, Zmuttgletscher, Gornergletscher. Jejich povrch je dnes 112 km². Na italské straně je zalednění minimální. Pouze v oblasti hlavního hřebene najdeme v pásmu Matterhorn – Breithorn – Monte Rosa.
- Největší z nich a současný druhý největší ledovec v celých Alpách je Gornergletscher. Jeho povrch dosahuje velikosti 68,86 km². Sestává celkem z 12 menších ledovců – Bodengletscher, Gornergletscher, Furggletscher, Oberer a Untere Theodulgletscher, Kleinmatterhornergletscher, Trifjigletscher, Breithorngletscher, Schwärzegletscher, Zwillingsgletscher, Grenzgletscher a Monte Rosa Gletscher a ze dvou ledovcových plató – Plateau Rosa a Breithornplateau. Nejhezčí pohled na ledovec je z hřebene Gornergrat.
- Ledovec Findelgletscher zaujímá plochu 19,09 km² a je pojmenován po lokalitě Findeln, která se nachází nad Zermattem. Až k ní zasahoval ledovec ještě v 19. století. Od této doby ledovec ustoupil o 2,7 km.
- Zmuttgletscher je nejmenší ledovec v této kotlině, jeho plocha je 16,98 km². Tento ledovec je napájen ze tří menších ledovců. Nejhezčí pohled na něj je od chaty Schönbielhütte.
- Připomenout je ale také nutné dnes již velmi ustoupivší ledovec pod severní stěnou Matterhornu – Matterhorngletscher. Jeho povrch je dnes pouhých 2,2 km². Na tomto ledovci skončilo svůj život mnoho významných pionýrů alpinismu i neznámých horolezců při neúspěšných pokusech o dosažení vrcholu Matterhorn. Zde skončili v roce 1865 svůj osud i první přemožitelé tohoto symbolu Alp – Hadow, Croz, Hudson a lord Douglas.

## Významné vrcholy

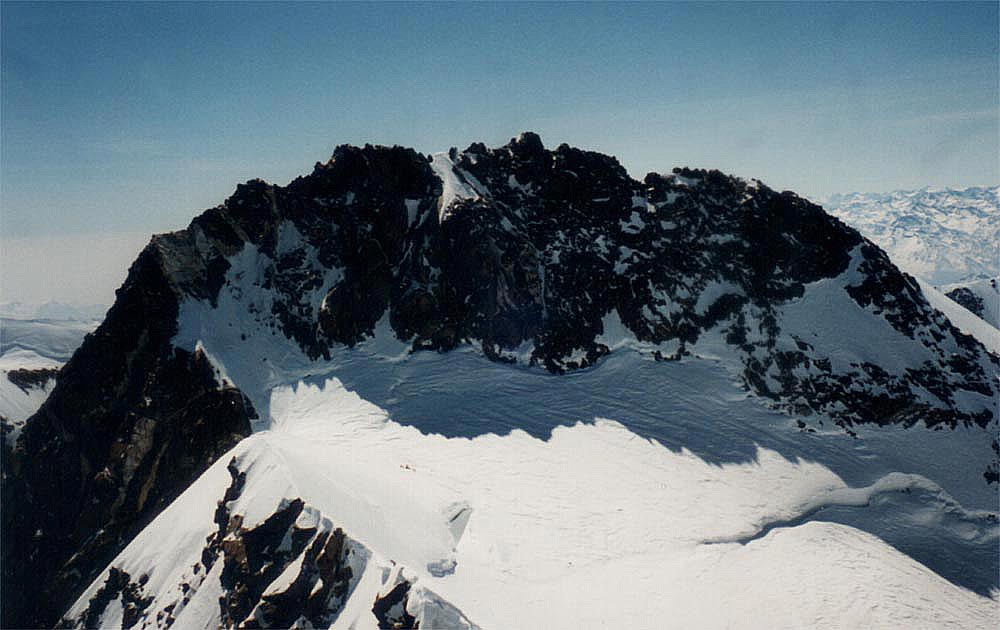
Dufourspitze – 4 634 m n. m.

- Dufourspitze – (4 634 m)
- Nordend (4609 m)
- Punta Gnifetti (4 559 m)
- Dom (4 545 m)
- Lyskamm (4 532 m)
- Weisshorn (4 506 m)
- Täschhorn (4 491 m)
- Matterhorn (4 478 m)
- Dent Blanche (4 356 m)
- Grand Combin (4 314 m)
- Breithorn (4 165 m)
- Bishorn (4 153 m)

## Turismus

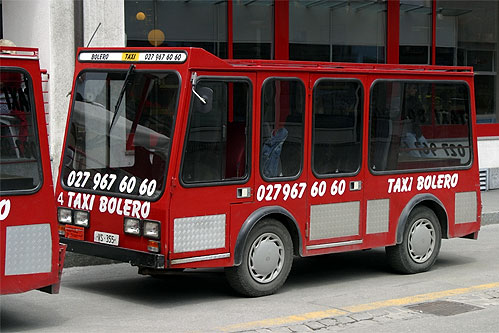
Elektromobily v Zermattu

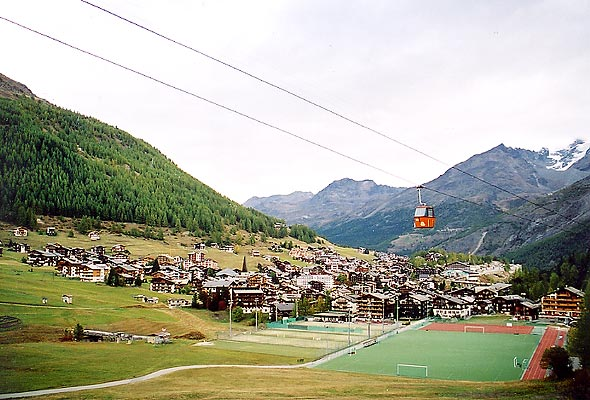
Středisko Saas-Fee

Turisticky je pohoří velmi dobře zpřístupněno. Do závěru všech severních údolí vedou dobré silnice, podhorské obce a sportovní střediska jsou připravena ubytovat mnoho tisíc hostů. Největší turistický nápor narazíme především ve dvou nejslavnějších centrech pohoří – Saas-Fee a v Zermattu. Zde je preventivně zaveden zákaz vjezdu motorových vozidel. Jezdí zde originální elektromobily. Opak je v údolích Aniviers, Hérens, Bagnes či Binntal. V nich narazíme na člověka jen zřídka. V údolích Valtournenche, Gressoney, Valsesia a Anzasca je díky lanovkám možno snadno a pohodlně dospět až k ledovému dechu hor. Vzhledem k profilu pohoří s množstvím velmi vysokých hor, těžko schůdných sedel a ledovci, se běžná turistika příliš neprovozuje. Jedná se zde o vysokohorskou turistiku či horolezectví.

## Lanovky
- Gornergratbahn – Nejvyšší po povrchu vedená ozubnicová lanová dráha v Evropě. Horní stanice Gornergrat se nachází ve výšce 3 089 m. Byla uvedena do provozu již v roce 1898. Délka dráhy je 9,4 km, největší stoupání 200 ‰, rozchod kolejí 1 000 mm. Jízda z Zermattu na Gornergrat trvá asi 45 minut. Východisko na túry v oblasti Dufourspitze a na chatu Monte Rosa Hütte.
- Lanová dráha na Klein Matterhorn – Nejvýše položená kabinová lanová dráha v Evropě byla uvedena do provozu v prosinci 1979. Spojuje Trockener Steg (2 929 m) s vrcholem Klein Matterhorn (3 820 m). Délka této lanovky je 3 778 m, jízda trvá 8,5 minuty, přepravní kapacita 600 osob/hodinu. K vybudování horní stanice lanovky bylo nutné na vrchol Klein Matterhorn dopravit 2 000 m³ betonu. Dopravu zajišťovaly helikoptéry. Unikátní je konstrukce záchrany při poruše nebo havárii – do provozu se uvádí záchranná kabina pro 12 osob s nezávislým napájením dieselovým motorem. Východisko do oblasti Breithornu, sedla Theodulpass a na Furgggrat.
- Sunnega-Bahn – Největší horská podzemní dráha v Evropě byla zprovozněna v listopadu 1980, tunely a štoly jsou dlouhé celkem 1 696 m. Rychlost dráhy, která sestává z kabinek a vagónků bez sedaček, je 36 km/h. Přepravní kapacita dosahuje 2 600 osob/hodinu. Východisko do oblasti Rothornu a Rimpfischhornu.